# إيثان نوردين
إيثان نورديان (المعروف أيضًا باسم روفيو بانمان من مواليد 1990)، هو ناشط سياسي أمريكي من أقصى اليمين ومجرم مدان وزعيم مجموعة براود بويز، وهي منظمة فاشية جديدة مكونة من الذكور فقط تشارك في العنف السياسي.
لعب دورًا بارزًا في الهجوم على مبنى الكابيتول الأمريكي في 6 يناير 2021 ، وتم القبض عليه بعد أربعة أسابيع بتهم جنائية فيدرالية. في مارس 2021، وجهت هيئة محلفين كبرى فيدرالية في المحكمة الجزئية الأمريكية لمقاطعة كولومبيا اتهامات إلى نورديان وثلاثة أعضاء آخرين من مجموعة براود بويز بالتآمر. في يونيو 2022 تم توجيه اتهامات إليه لاحقًا بتهمة التآمر التحريضي إلى جانب أربعة من قادة المنظمة الآخرين، لدورهم في الهجوم. في مايو 2023، أُدين نورديان بالتآمر على الفتنة والعديد من الجرائم الأخرى؛ كما أُدين ثلاثة أعضاء آخرين من الفرقة في المحاكمة.
في سبتمبر 2023، حُكم عليه بالسجن لمدة 18 عامًا. في 20 يناير 2025، تم تخفيف عقوبته إلى المدة التي قضاها في السجن من قبل الرئيس دونالد ترامب.

## النشاط
في منتصف عام 2017، بدأ نورديان في حضور التجمعات في سياتل وبورتلاند بولاية أوريغون التي نظمتها المجموعة اليمينية المتطرفة. بحسب ديف نيويرت، وهو صحفي ومؤلف يغطي الجماعات السياسية اليمينية المتطرفة، فإن "هذا الرجل جدير بالملاحظة بشكل خاص بسبب مستويات العنف البلطجي غير العادية التي يجلبها إلى هذه الأحداث". في 30 يونيو 2018، شارك نورديان وأعضاء آخرون في مظاهرة في بورتلاند نظمها جوي جيبسون، مؤسس صلاة باتريوت. أعلنت الشرطة أن الحدث كان بمثابة أعمال شغب بعد اندلاع قتال عنيف في الشوارع وسط توترات بين الناشطين المناهضين للفاشية وأنصار صلاة الباتريوت.  وأظهر مقطع فيديو نورديان وهو يدفع أحد المتظاهرين المضادين إلى الأرض قبل أن يقترب آخر بهراوة معدنية. كان نورديان يرتدي واقيات الساق على ساعديه وقام بصد الهراوة، ثم لكم الرجل في وجهه، مما أدى إلى سقوطه على الأرض فاقدًا للوعي. وفقًا لتقرير الشرطة، تم نقل المتظاهر المضاد إلى المستشفى بسبب إصابته بارتجاج في المخ.
في أعقاب تلك الحادثة، انتشر على نطاق واسع ميم يظهر مقطع فيديو لتلك اللكمة، وأشاد جافين ماكينيس، مؤسس مجموعة الأولاد الفخورون، بدور نورديان في هذه الحلقة العنيفة، واصفًا إياها بـ "نقطة التحول في حربنا ضد أنتيفا". قارنها ماكينيس باغتيال الأرشيدوق فرانز فرديناند، الذي أشعل فتيل الحرب العالمية الأولى.
تم استخدام لقطات الحادث في مقاطع فيديو تجنيد لفريق الأولاد الفخورون والتي تضمنت مؤثرات خاصة وموسيقى درامية. بحلول أكتوبر 2019، تجاوزت خمسة من مقاطع الفيديو الأكثر شهرة 1.5 مليون مشاهدة على يوتيوب.
بعد فترة وجيزة، تم إجراء مقابلة مطولة مع نورديان في برنامج ألكس جونز، مع تشغيل الفيديو باستمرار في الخلفية. خلال المقابلة التي أجراها مع جونز، قال نورديان "كما يقول جافين ماكينيس، العنف ليس بالأمر العظيم، ولكن العنف المبرر أمر مذهل". وفي وصفه للمحتجين المضادين من اليسار، قال نورديان لجونز وجمهوره إن "هؤلاء لم يعودوا أشخاصًا أمريكيين بالضرورة، لكنهم نوع من المناهضين لأمريكا" و"عليك فقط القضاء عليهم باعتبارهم تهديدًا". 
ناقش جو روجان دور نورديان في الحادث العنيف في بودكاسته، في مقطع عن أنتيفا والقتال في الشوارع. أجرى أليكس جونز مقابلة ثانية مع نورديان لاحقًا.
قام نورديان بإنشاء صفحة خاصة على الفيسبوك للتحقق من قدرات القتال لدى المجندين في Proud Boys. على الرغم من الشكاوى المقدمة في عام 2018، رفض فيسبوك حذف تلك الصفحة. 

#### الارتقاء إلى قيادة الأولاد الفخورين
تم اختيار نورديان كـ "الفتى الفخور لهذا الأسبوع" من قبل مجلة المجموعة. في 25 نوفمبر 2018، أصدرت الفرقة لوائحها الداخلية المنقحة على سكريبد مع أسماء القيادة العليا المحررة على ما يبدو. بسبب خطأ فني، تم استعادة الأسماء، وتم إدراج نورديان كعضو في "فصل الشيوخ" المكون من ثمانية رجال، وهو أعلى مستوى لمجموعة القيادة، تحت اسمه المستعار، روفيو بانمان.
في السنوات التي تلت ذلك، تولى نورديان دورًا رائدًا كمنظم لأحداث وتجمعات الفرقة. قال ديفين بورغارت، رئيس معهد البحوث والتعليم في مجال حقوق الإنسان، "لقد ساعد في رسم خريطة اتجاه المنظمة وتجنيد الأعضاء، وكان مسؤولاً إلى حد كبير عن تحريك المجموعة إلى أقصى اليمين وعلى مسار أكثر عنفًا إلى الأمام". قام نورديان بتشغيل بودكاست فيديو يسمى "حديث المتمردين مع روفيو".

#### بعد الانتخابات الرئاسية الأمريكية لعام 2020
في 11 ديسمبر 2020، كان نورديان على المسرح خلال مظاهرة تسبق مسيرة "أوقفوا السرقة" المقررة في 12 ديسمبر في واشنطن العاصمة، إلى جانب روجر ستون وزميله زعيم "الأولاد الفخورون" إنريكي تاريو. كما خاطب الحشد أوين شروير، أحد الشخصيات البارزة في موقع "إنفو وورز"، مدعيًا أن المحكمة العليا قد خانت الشعب. 
في 27 ديسمبر 2020، نشر نورديان على منصة "بارلر" قائلًا: "أي شخص يمكنه مساعدتنا بمعدات السلامة أو الحماية، أو معدات الاتصالات، فسيكون ذلك محل تقدير كبير. لقد أصبحت الأمور أكثر خطورة بالنسبة لنا خلال العام الماضي، وأي مساعدة ستكون مفيدة". وفي 4 يناير 2021، نشر نورديان مقطع فيديو على بودكاسته "حديث المتمرد مع روفيو" بعنوان: "دعهم يتذكرون اليوم الذي قرروا فيه خوض الحرب معنا".
في الفترة التي سبقت الأحداث في الكابيتول في 6 يناير، حث زعيم مجموعة Proud Boys، إنريكي تاريو، أعضاء المجموعة على وضع زيهم الأسود والأصفر المعتاد جانبًا، ومحاولة الاندماج مع الحشد. وقد ردد بيجز ونورديان دعوته على وسائل التواصل الاجتماعي.

#### المشاركة في هجوم الكابيتول 2021
وأظهر فيلم وثائقي أنتجته صحيفة وول ستريت جورنال أنه في السادس من يناير، قيادة نورديان وزعيم جماعة الأولاد الفخورون جو بيجز من فلوريدا حشدًا من حوالي 100 من أعضاء ومؤيدين تجمعوا شرق مبنى الكابيتول بالولايات المتحدة. وصف أحد منشئي مقاطع الفيديو المباشرة، وهو عضو في المجموعة، بأن بيجز ونورديان رجلان في مهمة، مع حوالي 500 شخص خلفهما، على استعداد لركل بعض المؤخرات من أجل مصلحة هذا البلد.
وتوجهوا جنوبًا عبر مكتبة الكونجرس ومبنى المحكمة العليا، وداروا حول مجمع الكابيتول، واقتربوا من الجنوب الغربي. شكلت فرقة الأولاد الفخورون "نسبة كبيرة من الموجة الأولى" التي وصلت إلى الكابيتول، واستخدم أحد أعضاء الأولاد الفخورين، دومينيك بيزولا، درعًا للشرطة تم الاستيلاء عليه لكسر نافذة للوصول إلى المبنى. زعم المدعون العامون أن نورديان كان المنظم الرئيسي لحشد من حوالي 100 من الأولاد الفخورين الذين ساروا عبر واشنطن قبل اقتحام الكابيتول.

#### الاعتقال وما بعده
وبحسب الادعاء العام، نشر نورديان في 8 يناير/كانون الثاني صورة لضابط شرطة الكابيتول وهو يطلق رذاذ الفلفل على مثيري الشغب. كان نص التعليق "إذا كنت تشعر بالأسف تجاه الشرطة، فأنت جزء من المشكلة." في 3 فبراير، ألقي القبض على نورديان ووجهت إليه اتهامات بارتكاب أربع جرائم فيدرالية، بما في ذلك عرقلة إجراءات رسمية، والمساعدة والتحريض على إلحاق الضرر بممتلكات الحكومة، والسلوك غير المنضبط، والدخول عن علم وبعنف إلى مبنى محظور. إذا تمت إدانته بجميع التهم الأربع، فقد يُحكم على نورديان بالسجن لمدة تصل إلى 40 عامًا.
في السابع من فبراير، رفضت القاضية الفيدرالية بيريل هاويل طلب نورديان بالإفراج عنه بكفالة، وأمرت بإعادته إلى واشنطن العاصمة في انتظار المحاكمة. وزعم المدعون العامون أنه "لا يوجد سبب للاعتقاد بأن المدعى عليه، أو أي من زملائه، أكثر اهتمامًا بـ "الرضا عن الذات"، أو أقل اهتمامًا بإثارة التمرد، مما كانوا عليه في 5 يناير"، وأضافوا: "إذا لم يكن هناك شيء آخر، فإن أحداث 6 يناير 2021 كشفت عن حجم وتصميم الجماعات اليمينية المتطرفة في الولايات المتحدة، واستعدادهم لوضع أنفسهم والآخرين في خطر لتعزيز أيديولوجيتهم السياسية".
في 3 مارس 2021، أمر هاويل بالإفراج عن نورديان ووضعه رهن الحبس المنزلي مع مراقبة نظام تحديد المواقع العالمي (GPS) في انتظار المحاكمة، ووجد أنه على الرغم من "مشاركته بلا منازع" في هجوم الكابيتول، فإن أدلة الحكومة على أعمال عنف محددة وتدمير الممتلكات كانت ضعيفة. قبل الحكم، لاحظ القاضي أن الأدلة أظهرت بوضوح أن نورديان كان متورطًا بشكل كبير في تنظيم أحداث 6 يناير 2021.
في أبريل 2021، ألغى قاضي المحكمة الجزئية تيموثي جيه كيلي إطلاق سراح نورديان قبل المحاكمة، وأعاده إلى السجن. استشهد القاضي بعدد كبير من الأدلة على العنف المخطط له.
أدرج المدعون العامون في ملف قضائي في مايو 2021 رسالة تيليجرام أرسلها نورديان تعبر عن شعور بالخيانة، معربًا عن أسفه لأن ترامب عفا عن "مجموعة من المنحطين كآخر تحركاته واللعنة علينا في طريق الخروج" و"الآن أواجه أنا وبعض أصدقائي المقربين عقوبة السجن لأننا اتبعنا خطى هذا الرجل ولم نشكك فيه أبدًا".

## الحكم
حكم القاضي تيموثي جيه كيلي على نورديان بالسجن لمدة 18 عامًا في سبتمبر 2023. طلبت النيابة العامة من قاضي المحكمة الجزئية الأمريكية تيموثي جيه كيلي زيادة الحكم الصادر بحق نورديان إلى 27 عامًا يوم الجمعة من خلال الحكم بأن أفعالهم الرامية إلى تعطيل عملية التصديق على التصويت الانتخابي تعد إرهابًا. وقد وافق كيلي على هذا الطلب من جانب المدعين العامين.
قال نورديان للقاضي: "الحقيقة هي أنني ساعدت في قيادة مجموعة من الرجال إلى مبنى الكابيتول. لا يوجد عذر لأفعالي، وتجاهل أوامر الشرطة، وتجاوز الحواجز، ودخول مبنى الكابيتول. إن إضافة نفسي إلى الموقف الخطير كان تصرفًا غير مسؤول للغاية. أود أن أغتنم الوقت للاعتذار لأي شخص أخطأت في حقه. لا يوجد عذر لما فعلته. أود أيضًا أن أعتذر عن افتقاري إلى القيادة في ذلك اليوم".

## الحياة الشخصية
عاش نورديان في أوبورن بواشنطن أو بالقرب منها طوال حياته. وهو متزوج ولديه ابنة. والده، مايكل نورديان، يملك ويدير مطاعم والي تشاودر هاوس في دي موين وبوكلي في ولاية واشنطن، وكان إيثان يعمل سابقًا في شركة العائلة. كان لاعب كمال أجسام متخصصًا، كما كان يدير شركة مغلقة في عام 2017، كانت تبيع مسحوق البروتين. يشتق اسم نورديان المستعار من شخصية في فيلم هوك لبيتر بان عام 1991.
في يونيو 2020، أصدر والد نورديان بيانًا وصف فيه معتقدات ابنه بأنها "مضللة" وذكر أن "إيثان لم يعد يعمل في مطاعمنا". وفي أعقاب اقتحام مبنى الكابيتول واعتقال ابنه، أصدر بيانًا آخر قال فيه: "لقد حاولنا لفترة طويلة إبعاد ابننا عن المسار الذي أدى إلى اعتقاله اليوم - دون جدوى. سيُحاسب إيثان على أفعاله".